# Mesorhizobium
Genre
Mesorhizobium est un genre de bactéries de la famille des Phyllobacteriaceae. Ces bactéries à Gram négatif forment des nodosités avec des plantes de la famille des Légumineuses (Fabaceae).

## Description

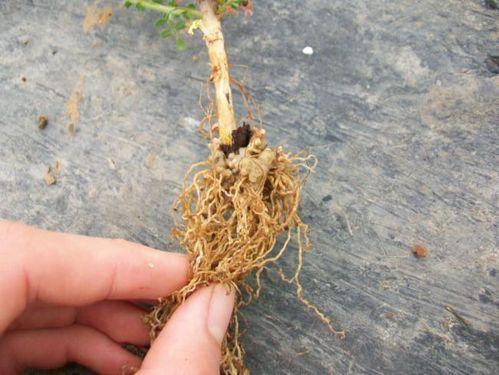
Nodosités formées par Mesorhizobium ciceri sur racines de Pois chiche.

Les cellules sont des bâtonnets Gram négatifs, aérobies, non sporulants, mobiles, généralement avec un flagelle polaire ou subpolaire. Les cellules peuvent contenir des corps d'inclusion de poly-β-hydroxybutyrate. La croissance sur gélose au mannitol de levure produit des colonies de 2 à 4 mm de diamètre après incubation pendant trois à sept jours à 28°C. Toutes les espèces assimilent le glucose, le rhamnose et le saccharose avec production de produits finaux acides. Les souches forment généralement des nodules fixateurs d'azote sur les racines d'une gamme restreinte de Légumineuses. Les teneurs en guanine plus cytosine des ADN sont de 59 à 64 mol% (déterminées par la méthode de dénaturation thermique). Au niveau moléculaire, les membres de ce genre peuvent être reconnus par leurs profils d'acides gras (21a) et leurs séquences de gènes d'ARNr 16S.

## Répartition
Ce genre est présent dans le monde entier.

## Systématique
Le nom correct complet (avec auteur) de ce taxon est Mesorhizobium Jarvis et al. 1997. L'espèce type est Mesorhizobium loti (Jarvis et al. 1982) Jarvis et al. 1997.

### Synonymes
Mesorhizobium a pour synonymes :
- Allomesorhizobium Li et al. 2024
- Kumtagia Li et al. 2024
- Neoaquamicrobium Li et al. 2024
- Neomesorhizobium Li et al. 2024
- Ollibium Li et al. 2024
- Terribium Li et al. 2024

### Étymologie
Mesorhizobium signifie « rhizobium à croissance intermédiaire », faisant référence à son taux de croissance qui est intermédiaire entre celui des genres Rhizobium (croissance rapide) et Bradyrhizobium (croissance lente),.

### Liste des espèces

#### Noms corrects
Selon LPSN (26 novembre 2024) :
- Mesorhizobium abyssinicae Degefu et al. 2013
- Mesorhizobium acaciae Zhu et al. 2015
- Mesorhizobium albiziae Wang et al. 2007
- Mesorhizobium alhagi Chen et al. 2010
- Mesorhizobium amorphae Wang et al. 1999
- Mesorhizobium atlanticum Ferraz Helene et al. 2019
- Mesorhizobium australicum Nandasena et al. 2009
- Mesorhizobium calcicola De Meyer et al. 2016
- Mesorhizobium camelthorni Chen et al. 2011
- Mesorhizobium cantuariense De Meyer et al. 2015
- Mesorhizobium caraganae Guan et al. 2008
- Mesorhizobium carmichaelinearum De Meyer et al. 2019
- Mesorhizobium chacoense Velázquez et al. 2001
- Mesorhizobium ciceri (Nour et al. 1994) Jarvis et al. 1997
- Mesorhizobium comanense Pedron et al. 2021
- Mesorhizobium composti Lin et al. 2020
- Mesorhizobium delmotii Mohamad et al. 2018
- Mesorhizobium ephedrae Liu et al. 2018
- Mesorhizobium erdmanii Martínez-Hidalgo et al. 2015
- Mesorhizobium escarrei Mohamad et al. 2022
- Mesorhizobium gobiense Han et al. 2008
- Mesorhizobium hankyongi Siddiqi et al. 2019
- Mesorhizobium hawassense Degefu et al. 2013
- Mesorhizobium helmanticense Marcos-García et al. 2017
- Mesorhizobium huakuii (Chen et al. 1991) Jarvis et al. 1997
- Mesorhizobium intechi Estrella et al. 2024
- Mesorhizobium japonicum Martínez-Hidalgo et al. 2016
- Mesorhizobium jarvisii Martínez-Hidalgo et al. 2015
- Mesorhizobium kowhaii De Meyer et al. 2016
- Mesorhizobium liriopis Kim et al. 2023
- Mesorhizobium loti (Jarvis et al. 1982) Jarvis et al. 1997
- Mesorhizobium mediterraneum (Nour et al. 1995) Jarvis et al. 1997
- Mesorhizobium metallidurans Vidal et al. 2009
- Mesorhizobium microcysteis Jung et al. 2021
- Mesorhizobium muleiense Zhang et al. 2012
- Mesorhizobium neociceri León-Barrios et al. 2022
- Mesorhizobium newzealandense De Meyer et al. 2016
- Mesorhizobium norvegicum Kabdullayeva et al. 2020
- Mesorhizobium olivaresii Lorite et al. 2017
- Mesorhizobium onobrychidis Ashrafi et al. 2023
- Mesorhizobium opportunistum Nandasena et al. 2009
- Mesorhizobium plurifarium de Lajudie et al. 1998
- Mesorhizobium prunaredense Mohamad et al. 2018
- Mesorhizobium qingshengii Zheng et al. 2013
- Mesorhizobium retamae Ben Gaied et al. 2024
- Mesorhizobium robiniae Zhou et al. 2010
- Mesorhizobium sangaii Zhou et al. 2013
- Mesorhizobium sanjuanii Sannazzaro et al. 2018
- Mesorhizobium sediminum Yuan et al. 2016
- Mesorhizobium septentrionale Gao et al. 2004
- Mesorhizobium shangrilense Lu et al. 2009
- Mesorhizobium shonense Degefu et al. 2013
- Mesorhizobium silamurunense Zhao et al. 2012
- Mesorhizobium soli Nguyen et al. 2015
- Mesorhizobium sophorae De Meyer et al. 2016
- Mesorhizobium tamadayense Ramírez-Bahena et al. 2012
- Mesorhizobium tarimense Han et al. 2008
- Mesorhizobium temperatum Gao et al. 2004
- Mesorhizobium terrae Jung et al. 2021
- Mesorhizobium thiogangeticum Ghosh & Roy 2006
- Mesorhizobium tianshanense (Chen et al. 1995) Jarvis et al. 1997
- Mesorhizobium ventifaucium Mohamad et al. 2022
- Mesorhizobium waimense De Meyer et al. 2015
- Mesorhizobium waitakense De Meyer et al. 2016
- Mesorhizobium wenxiniae Zhang et al. 2018

#### Noms incorrects
- "Candidatus Mesorhizobium album" van Lill et al. 2024
- "Mesorhizobium alexandrii" Yang et al. 2020
- "Candidatus Mesorhizobium australafricanum" van Lill et al. 2024
- "Candidatus Mesorhizobium captivum" van Lill et al. 2024
- "Mesorhizobium denitrificans" Siddiqi et al. 2019
- "Candidatus Mesorhizobium dulcispinae" van Lill et al. 2024
- "Mesorhizobium hominis" Lo et al. 2013
- "Candidatus Mesorhizobium humile" van Lill et al. 2024
- "Mesorhizobium hungaricum" Crovadore et al. 2016
- "Mesorhizobium koreense" Lee et al. 2024
- "Candidatus Mesorhizobium montanum" van Lill et al. 2024
- "Mesorhizobium rhizophilum" Gao et al. 2020
- "Candidatus Mesorhizobium vachelliae" van Lill et al. 2024
- "Mesorhizobium xinjiangense" Meng et al. 2021
- "Mesorhizobium zhangyense" Xu et al. 2018
- Mesorhizobium carbonis Li et al. 2019 synonyme de Aquibium carbonis (Li et al. 2019) Kim et al. 2022
- Mesorhizobium oceanicum Fu et al. 2017 synonyme de Aquibium oceanicum (Fu et al. 2017) Kim et al. 2022

### Publication originale
- (en) B. D. W. Jarvis, P. Van Berkum, W. X. Chen et S. M. Nour, « Transfer of Rhizobium loti, Rhizobium huakuii, Rhizobium ciceri, Rhizobium mediterraneum, and Rhizobium tianshanense to Mesorhizobium gen. nov. », International Journal of Systematic and Evolutionary Microbiology, vol. 47, no 3,‎ 1997, p. 895–898 (ISSN 1466-5034, DOI 10.1099/00207713-47-3-895, lire en ligne, consulté le 26 novembre 2024)